# Stanley Roberts (basket-ball)
Pour les articles homonymes, voir Stanley Roberts.
Stanley Roberts, né le 7 février 1970 à Hopkins en Caroline du Sud, est un joueur américain de basket-ball. Il évoluait au poste de pivot.